# سوزان بينكر
سوزان بينكر هي طبيبة نفسانيّة وكاتبة عمود في صحيفة وول ستريت جورنال إلى جانبِ كتابة مقالات بشكلٍ دوري في عددٍ من الصحف الأخرى على غرار نيويورك تايمز، الغارديان وذي تايمز. زادت شهرة الطبيبة بعدما صدرَ لها أول كتاب عام 2008 بعنوان المفارقة الجنسية والذي نُشرَ في 17 بلدًا كما صدر لها كتابٌ ثانٍ بعنوان تأثير القرية عام 2014 مما مكّنها من الكتابة مع صُحف أخرى مثلَ مجلة الإيكونوميست، صحيفة فاينانشال تايمز ودير شبيغل من ألمانيا.

## التعليم
تلقت بينكر تعليمها في جامعة مكغيل ثمّ انتقلت في وقتٍ لاحقٍ إلى جامعة واترلو، قضت 25 عامًا في التدرب على الممارسة السريرية وطرق تدريس علم النفس في كلية داوسون ثم في جامعة مكغيل التي كانت قد انطلقت منها.

## الجوائز
أصدرت عام 2008 كتابها الأوّل بعنوان المفارقة الجنسية والذي مكّنها من التتويج بجائزة وليام جيمس جائزة من قِبل جمعية علم النفس الأمريكية في عام 2009. صدر ثاني كتاب لها عام 2014 تحتَ عنوان تأثير القرية والذي مكّنها هو الآخر من الحصول على جائزة أفضل مجموعة قصصيّة في ذاتِ العام جنبًا إلى جنب معَ جائزة هولدن الجائزة من قِبل الجمعية الدولية لبحوث الذكاء كما كُرّمت في العام الموالي من طرفِ جامعة ييل. اعتُرف بها من قِبل الرابطة الطبية الكندية عام 2000 كما كانت قد رُشّحت لجائزة جون ألكسندر للإعلام في ذات العام.

## المسيرة المهنيّة
تكتبُ سوزان بينكر عنِ النتائج أو الاكتشافات الجديدة في العلوم السلوكية كلّ سبتٍ في صحيفة وول ستريت جورنال كما لها عمود خاص بها في غلوب اند ميل والذي تتحدثُ فيه عن الدماغ أو مجال علم الأعصاب بشكلٍ عام كما تتطرقُ للاقتصاد السلوكي وعلاقتهُ بعلم النفس الاجتماعي.

## قائمة أعمالها

### المُفارقة الجنسية
تحدثت في كتابها المفارقة الجنسية عن الفجوة بين الجِنسين كما ركّزت على مثنوية الشكل الجنسية في مكان العمل. تخلصُ سوزان في نهاية كتابها إلى أنّ لا فرقَ بين الذكر والأنثى على مستوى الذكاء بالرغمِ من الفروق البيولوجيّة العديدة. تنتقدُ بينكر كذلكَ «سطوة الرجال» على معظم المجالات بما في ذلك العلوم الفيزيائية، القانون، الهندسة وحتى السياسة وترى أنّ التمييز يلعبُ دورًا كبيرًا في هذا الاستحواذ.

### تأثير القرية
في كتابها الثاني تأثير القرية؛ تسردُ سوزان مجموعة قصصيّة بهدفِ استكشاف الروابط الاجتماعية وكيفَ تؤثر على التفكير، التعلم، السعادة، المرونة وأيضًا طول العمر. نُشر الكتاب عن طريق دار راندوم هاوس المرموقة في كندا وبيع في عددٍ كبير من الدول بما في ذلك الولايات المتحدة.

## الحياة الشخصية
بينكر متزوّجة ولديها ثلاثة أطفال. وهي تعيشُ في مونتريال وهي شقيقة عالِم النفس التطوري ستيفن بينكر.